# ペガサス・キッド (2代目)
ペガサス・キッド（Pegasus Kid）は、新日本プロレスを主戦場とする覆面レスラーで、カナダのカルガリー出身を自称している。なお、身長・体重に関しては当初は不明とされていたが、後に公開された。

## 略歴・人物
1980年代から1990年代にかけて新日本プロレスにて活躍したペガサス・キッド（旧：ワイルド・ペガサス、現：クリス・ベノワ）に憧れて、2代目ペガサス・キッドを名乗る、正体不明のマスクマンである。
素早い身のこなしと、スープレックス系統の技や豪快な飛び技が特徴。
新日本プロレスが主催する興行であるWRESTLE LANDの第1回大会（2006年）にて初登場して江戸侍なる覆面レスラーと対戦。以後、同大会や新日本プロレス本興行に不定期に登場している。
2010年6月に発売されたプリンス・デヴィットの写真集にてデヴィットが正体であることが明らかになっている。

## 得意技
- ダイビング・ヘッドバット
- ジャーマン・スープレックス・ホールド
- シャープシューター